# کالج پرستاری النور مان
کالج پرستاری النور مان(به انگلیسی: Eleanor Mann School of Nursing) در دانشگاه آرکانزاس ارائه دهنده مدرک کارشناسی(BSN) و کارشناسی ارشد پرستاری می باشد.تمامی فارغ التحصیلان و دارندگان مدرک این کالج، قبل از سال ٢٠٠٨ به اشتغال درآمده اند.

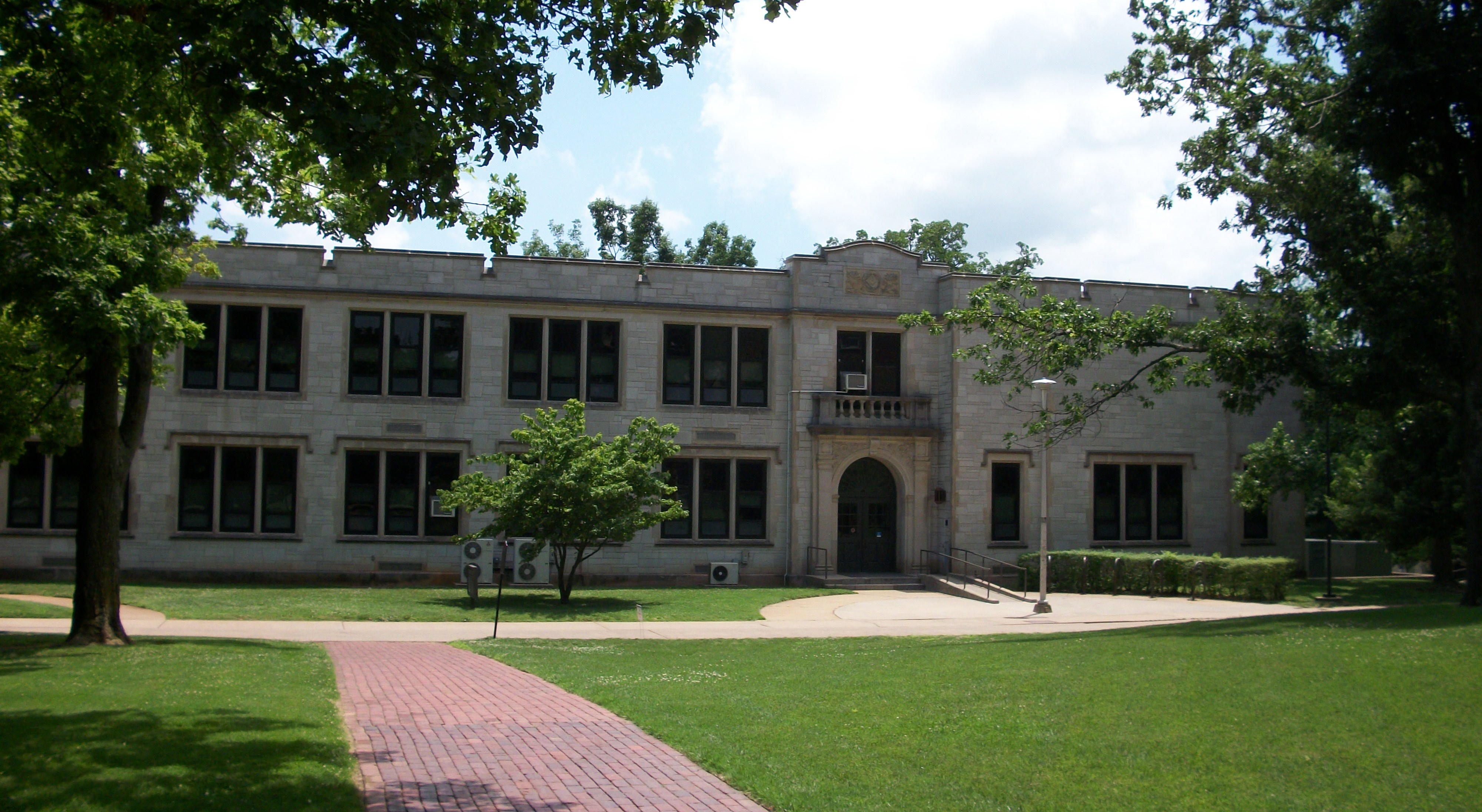